# Bob Hanf

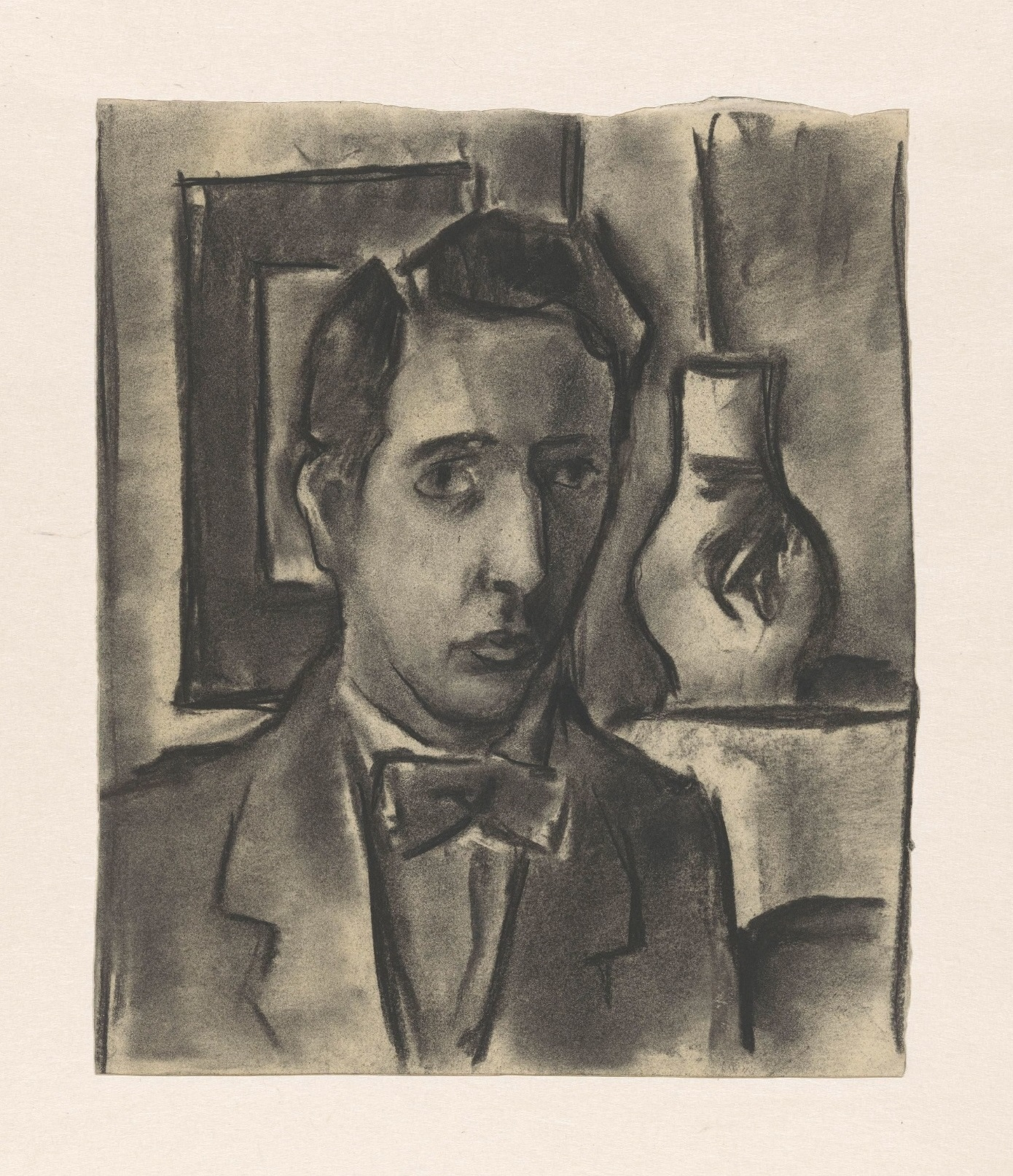
Bob Hanf Zelfportret ca. 1920

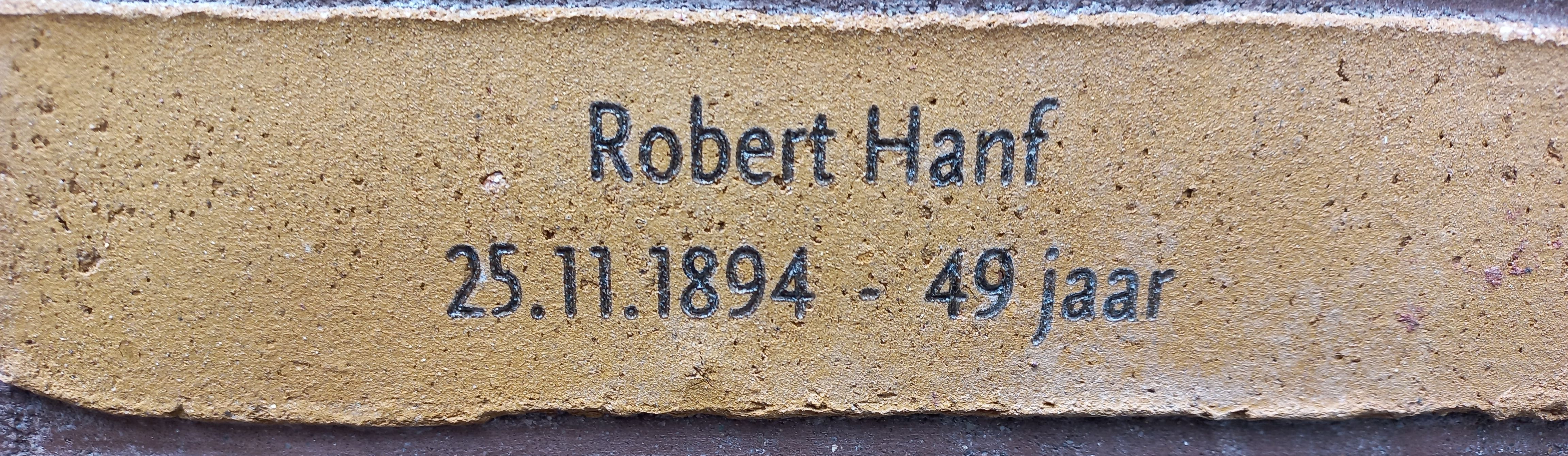
Naamsteen Holocaust Namenmonument (juli 2024)

Robert (Rob/Bob) Hanf (Amsterdam, 25 november 1894-Auschwitz 1944) was een Nederlands Joods componist, beeldend kunstenaar, schrijver, dichter, violist en tekenaar.

## Familie
Hanf was zoon van Laura Romberg (1868-1927) en Joseph Hanf (1865-1945, Kamp Vught), Joodse immigranten geboren in Duitsland. Hij was de broer van Jenny Hanf, die via Hans Bunge de moeder werd van musicus Sas Bunge en schrijver/uitgever/musicus Lucas Bunge. Robert bleef ongetrouwd. Hanf was familie van de bankiersfamilie Moritz Hanf en Rebecca Löwenstein, die in hun Duitse woonplaats Witten culturele bijeenkomsten hielden.

## Opleiding
Het was de bedoeling van Robert zijn vader zou opvolgen bij NV Oranje, een “fabriek tot bereiding van aetherische oliën".   Hij ging daartoe chemie studeren aan de  TH Delft; deze studie brak hij af om verder te gaan in bouwkunde. Hij maakte die studie ook niet af (1921). In oktober 1918 werd een soort cultureel centrum in een vroeger Delfts graanpakhuis geopend onder de naam In die Coornschuere, het werd een tentoonstellingsruimte, concertzaaltje, kunsthandel en impresariaat, dat bestond tot december 1920, waar hij actief was.

## Kunst

### Beeldende kunst
Hanf tekende op de TH al karikaturen van de hoogleraren en studiegenoten. Hij stelde ze wel tentoon in zijn eigen ruimte. De tekeningen verraden een expressionistische stijl. Aan de hand van teruggevonden werk gebruikte hij het meest houtskool als materiaal. Hij zou volgeling zijn geweest van Die Blaue Reiter. Hij zou voor de tekenkunst les hebben gehad van George Hendrik Breitner.
Voor de Tweede Wereldoorlog werd broer Frederik(Frits) Hanf directeur bij de Spar. Samen met Bob Hanf dacht hij na over het Spar logo. Uiteindelijk kwamen ze op de slogan Kopen bij de Spar is sparen bij de koop. In 1940 werd Frits ontslagen als directeur van de Spar omdat hij joods was.

### Muziek
Vanuit dezelfde bankiersfamilie ontwikkelde hij interesse in muziek. Moeder kon piano spelen, zuster Jenny was amateurvioliste. Al op jonge leeftijd kreeg Robert les van violist George Scager van het Concertgebouworkest. Toen de bovengenoemde studies in Delft ten einde liepen pakte hij die draad weer op en nam les bij Louis Zimmermann, concertmeester bij het Concertgebouworkest. Hij zou ook les hebben gekregen van Cornelis Dopper (waar ook Hans Bunge, man van Jenny had gestudeerd). Met name Zimmermann was belangrijk want met deze leraar kon hij reclame maken als privéleraar werkend vanuit diens woning aan de Minervalaan 10. Als violist zou hij enige keren hebben meegespeeld in de Arnhemsche Orkestvereniging onder leiding van Martin Spanjaard, maar een loopbaan als violist zag hij niet zitten.
In 1928 wendde hij zich geheel tot het componeren. Hij schreef liederen op teksten van Rainer Maria Rilke, Franz Kafka en Johann Wolfgang von Goethe; zo kwam er een werk voor sopraan en strijkkwartet met tekst van Kafka. Opera’s of bühnewerken waren Leonce und Lena en La traversée du Styx. Zijn derde werk Wozzeck sneuvelde als gevolg van de Tweede Wereldoorlog. Wel is er een uitvoering bekend van Hanfs Serenade voor orkest; het werd in 1937 gespeeld door het Haarlemsche Orkestvereeniging onder leiding van Frits Schuurman.   In 1939 zou het de beurt geweest zijn voor een Sonate voor viool en piano uit te voeren door Willem Boeken en Anny van Rossem in het kader van International Society for Contemporary Music (ISCM); of de uitvoering daadwerkelijk heeft plaatsgevonden is onbekend. Spierdijk herinnerde zich ook nog een vioolconcert, dat in Haarlem en Arnhem zou zijn gespeeld, maar daar is niets van teruggevonden.  Pierre Monteux zou het volgens Spierdijk ook hebben willen uitvoeren in Amsterdam. In 1941 won Hanf wel de muziekprijsvraag van Rotterdam met zijn symfonie Ituriel.   Spierdijk droeg zijn boek De nar (1943) aan hem op.

## Naderend eind
Toen onder druk van het naziregime de Holocaust opgang kwam, werd het voor de familie Hanf precair. Hij ging onderduiken. Eerst aan de Passeerdersgracht, later in Het Nieuwe Suikerhofje aan de Prinsengracht 385-395. Hij kreeg een vervalst persoonbewijs van Christiaan Philippus Spinhoven. In 1942 schreef hij onder het pseudoniem Christiaan Philippus Mijmeringen over de nachtzijde des levens voor de illegale blad 'Duinrosia Heraut'. Hanf werd verraden en bij een inval van de Sicherheitsdienst op 26 april 1944 opgepakt. Via de beruchte verhoor-afdeling aan de Euterpestraat werd hij naar Kamp Westerbork gedeporteerd. Van daaruit ging hij naar Auschwitz, alwaar hij op 30 september 1944 werd vermoord. In de periode daarvoor werd veel van zijn werk vernietigd, omdat het naziregime in Duitsland en Nederland het bestempelde als Entartete Kunst.   
Lodewijk de Boer schreef zijn toneelstuk De Buddha van Ceylon over de Joodse violist Alban Zadok met Bob Hanf in het achterhoofd, toen hijzelf na de oorlog in het Nieuwe Suikerhofje woonde; hij vond in het interview in 1990 dat Hanf zich weigerde aan te passen aan de Duitse bezetting. Hij droeg bijvoorbeeld geen davidster, en liep gewoon over straat.  Hij bezocht dan de cafés Eijlders, Reynders en de kunstenaarssociëteit de Kring rond het Leidseplein.
Juni 2023 werd een Stolperstein gelegd voor de deur van Het Nieuwe Suikerhofje ter gedachtenis aan Bob Hanf.

## Revival
In 1962 kwam er (weer) meer aandacht voor zijn werk, mede onder invloed van broer Frits Hanf. In 1964 hingen een deel van zijn werken bij de Sociale Dienst van Amsterdam aan de Lutmastraat. De tentoonstelling in Galerie De Sfinx in 1964 moest voortijdig gesloten worden, omdat zijn werk naar het buitenland, waaronder Duitsland, leek te verdwijnen.  
In 1964-1965 was er in het Gemeentemuseum Den Haag een volgende expositie. In 1995 werden zijn werken tentoongesteld in Nieuwe kerk te Amsterdam tijdens de expositie Rebel, mijn hart, kunstenaars 1940-1945. 
Het beeld dat later over Hanf ontstond was dat hij nauwelijks interesse in zijn werk zou hebben getoond en ook nauwelijks aan promotie van zijn werk zou hebben gedaan. Dit las men ook af uit het portret dan Joop Sjollema van hem van maakte rond 1942; hij zag eruit als een sloddervos, die niet goed voor zichzelf zorgde. 
In 1982 verscheen een biografie over Hanf van de hand van Toke van Helmond met hulp van Jan Spierdijk, in 2007 een biografie van Huib Ramaer, Wim van der Beek en Niels Bokhove bij Uitgeverij Waanders.